# Bastian Schweinsteiger
Bastian Schweinsteiger, född den 1 augusti 1984 i Kolbermoor i Bayern i dåvarande Västtyskland, är en tysk före detta fotbollsspelare som spelade som mittfältare. Mellan 2004 och 2016 spelade Schweinsteiger för det tyska landslaget, där han var lagkapten mellan 2014 och 2016.
Schweinsteigers bror Tobias var även han fotbollsspelare och är numera tränare.

## Klubbkarriär
Den 1 juli 1998 blev Schweinsteiger ungdomsspelare i Bayern München. Efter att ha imponerat i ungdomslaget gjorde han i november 2002 sin debut med A-laget i en Champions League-match mot franska RC Lens. Månaden efter skrev Schweinsteiger ett professionellt kontrakt med Bayern München och spelade i 14 Bundesliga-matcher säsongen 2002–2003. Sitt första mål gjorde han den följande säsongen mot VfL Wolfsburg. Efter att den nya tränaren Felix Magath tagit över laget 2004 blev Schweinsteiger nedflyttad till B-laget och deltog under säsongen 2004/05 endast i ett fåtal matcher med A-laget.
Schweinsteiger fick spela mycket på kanten i sina tidigare år, men kom till sin fulla rätta först efter köpen av Franck Ribéry och Arjen Robben, då han flyttades in centralt på mitten på permanent basis. Där fick han användning av sin superba förmåga att läsa spelet och sin goda passningsteknik. Mellan 2009 och 2013 deltog Schweinsteiger tillsammans med Bayern i tre Champions League-finaler, och han återkom från att ha varit med och förlorat 2010 års final över 90 minuter mot Inter samt att ha missat en avgörande straffspark mot Chelsea 2012 till att vara med och vinna mot Borussia Dortmund med 2-1 i London 25 maj 2013. På vägen fram mot finalen och i Bundesliga spelade Schweinsteiger en fantastisk fotboll och hyllades av sin tränare Jupp Heynckes som världens just då bästa mittfältare.
Schweinsteiger vann Bundesliga åtta gånger samt Champions League 2013. Han vann ett flertal tyska cuptitlar. Den 11 juli 2015 bekräftade FC Bayern att Schweinsteiger lämnar klubben för spel i Manchester United.
Den 21 mars 2017 blev Schweinsteiger klar för MLS-klubben Chicago Fire, detta efter att mittfältaren blivit utfryst av Manchester Uniteds nya tränare Jose Mourinho och tvingat honom att spela med klubbens reservlag.
Den 8 oktober 2019 avslutade Schweinsteiger karriären.

## Landslagskarriär

### Ungdomslandslag
År 2000 startade Schweinsteiger sin landslagskarriär då han spelade sin första och enda landskamp i Tysklands U16-landslag. 2001 spelade han med Tysklands U18-landslag. Han spelade totalt 11 landskamper och gjorde två mål. 2002 spelade han för första gången med Tyskland U19, som han spelade totalt sju landskamper och gjorde två mål med. År 2004 blev han uttagen till Tysklands U21-landslag vid 19 års ålder. Med det tyska U21-landslaget spelade han i U21-EM 2004 på hemmaplan men turneringen blev ett fiasko då laget åkte ut redan i gruppspelet. Schweinsteiger gjorde ett mål i turneringen, mot Portugal. Han spelade totalt sju landskamper och gjorde två mål med Tyskland U21.

### A-landslaget

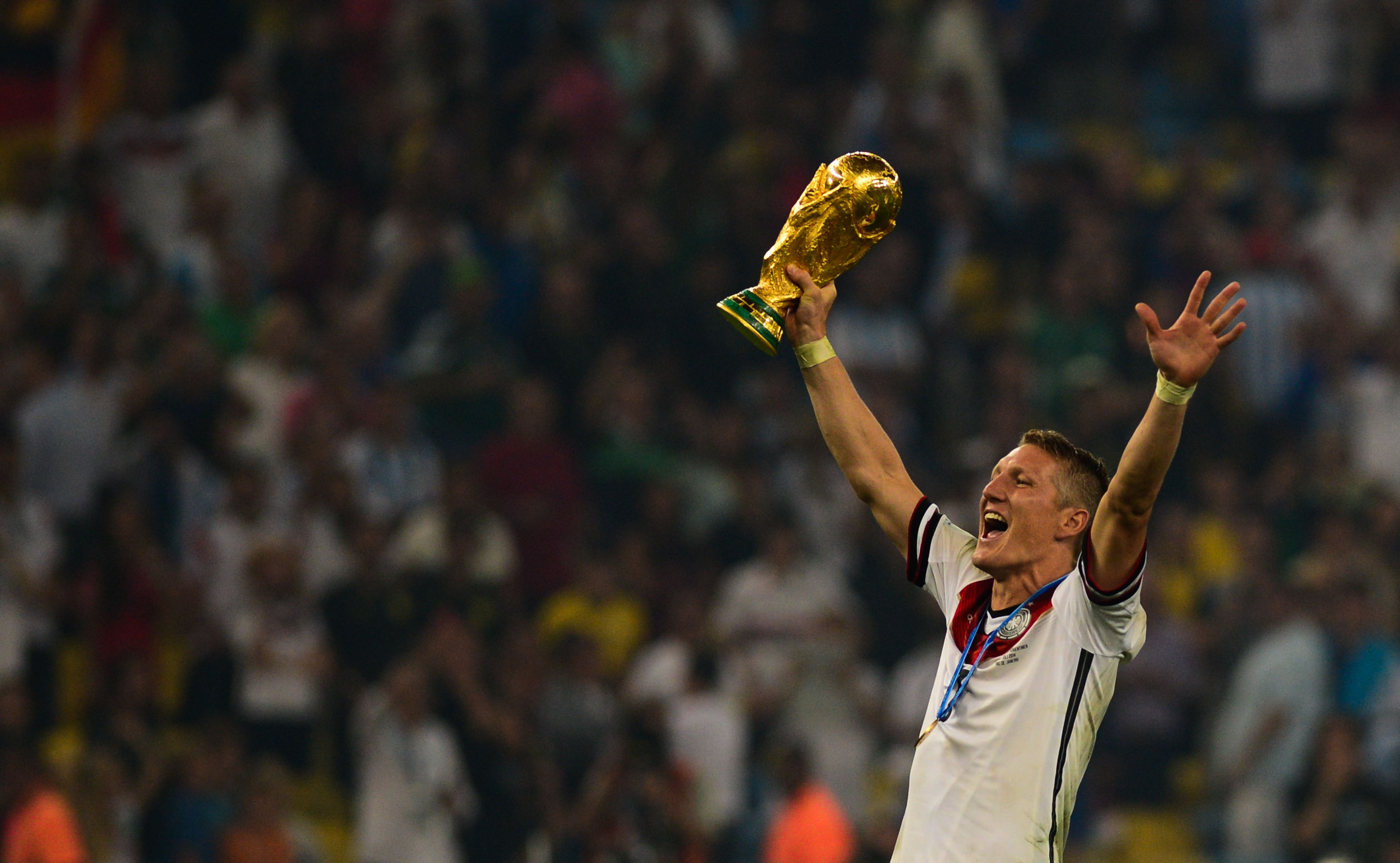
Bastian Schweinsteiger efter VM-segern 2014

Schweinsteiger gjorde sin debut med A-landslaget i en vänskapsmatch mot Ungern den 6 juni 2004. Tyskland förlorade matchen med 2-0. Schweinsteiger kallades för att spela i EM 2004, bara 19 år gammal.
Den 8 juni 2005 spelade Tyskland en vänskapsmatch mot Ryssland inför Confederations Cup där Tyskland var värdnation. Schweinsteiger gjorde båda Tysklands mål och matchen slutade 2–2. I Confederations Cup spelade han i fyra av fem matcher i turneringen och gjorde totalt två mål i turneringen.
Den 22 mars 2006 spelade Tyskland en vänskapsmatch mot USA. Schweinsteiger gjorde 1-0 målet och Tyskland vann med 4-1. Den 30 maj spelade Tyskland ännu en vänskapsmatch mot Japan. Schweinsteiger gjorde 2-2-målet och matchen slutade 2-2. Den 2 juni spelade Tyskland en vänskapsmatch mot Colombia. Schweinsteiger gjorde 2-0-målet då Tyskland vann matchen med 3-0. Schweinsteiger spelade i samtliga Tysklands matcher i VM 2006 och gjorde två mål.
Schweinsteiger gjorde totalt tre mål och gjorde fjärde flest mål i EM-kvalet 2008. Den 27 maj 2008 spelade han sin 50:e A-landskamp i vänskapsmatchen mot Vitryssland inför EM-slutspelet 2008. Schweinsteiger gjorde totalt två mål och spelade i fem av de sex matcher som Tyskland spelade under EM 2008. Han var även den enda tyska spelare som fick rött kort i turneringen.
Schweinsteiger spelade i nio av tio kvalmatcher i VM-kvalet 2010 och gjorde totalt tre mål och spelade i Tysklands samtliga matcher i VM-slutspelet 2010. Han var en av tio spelare som vann Guldbollen för att ha varit en av de bästa spelarna i turneringen.
Han spelade i fem av tio matcher med Tyskland i EM-kvalet 2012 och gjorde ett mål. Han spelade i Tysklands fem matcher i EM 2012.
Schweinsteiger spelade i fem av tio matcher på Tysklands sida i VM-kvalet 2014. Andra matchen mot Sverige i Friends Arena i Stockholm den 15 oktober 2013 spelade Schweinsteiger sin 100:e landskamp med Tyskland. Han blev den nionde tysken någonsin att spela 100 landskamper. Schweinsteiger spelade i sex av Tysklands sju matcher i VM 2014. Schweinsteiger spelade under karriären totalt 20 VM-matcher. Han spelade i alla sju matcher VM 2006 och VM 2010 och sex av sju VM 2014.
Till EM-kvalet 2016 meddelade Joachim Löw att han valt Schweinsteiger till att vara Tysklands nya kapten efter att Philipp Lahm pensionerat sig. Han avslutade sin landslagskarriär efter turneringen.

## Meriter
Bayern München

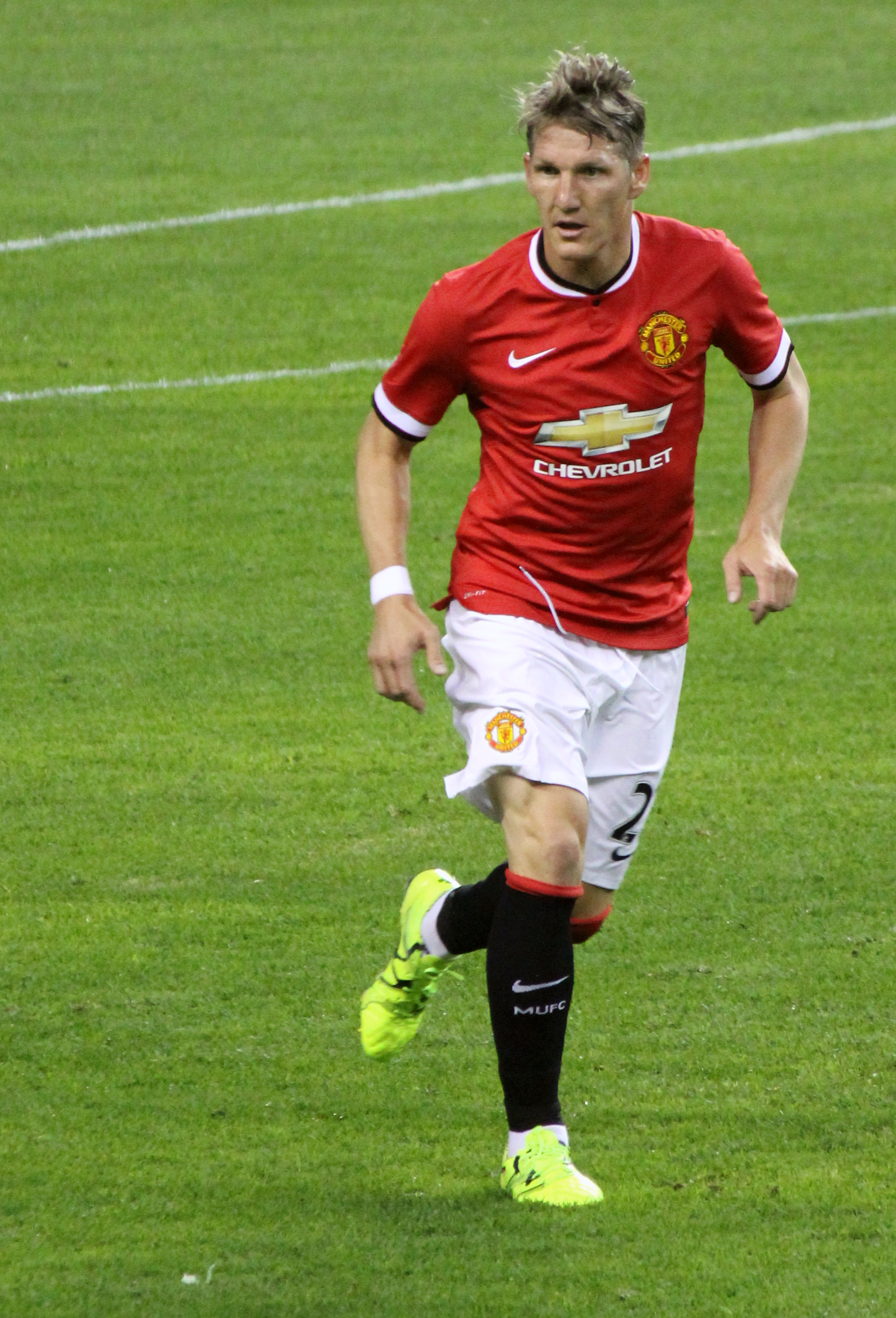
Schweinsteiger i Manchester United 2015

- Bundesliga: 2002/2003, 2004/2005, 2005/2006, 2007/2008, 2009/2010, 2012/2013, 2013/2014, 2014/2015
- Uefa Champions League: 2012/2013
- DFB-Pokal: 2002/2003, 2004/2005, 2005/2006, 2007/2008, 2009/2010, 2012/2013, 2013/2014
- Tyska supercupen: 2010, 2012
- Tyska ligacupen: 2004, 2007
- Uefa Super Cup: 2013
- Världsmästerskapet i fotboll för klubblag: 2013

Manchester United
- FA-cupen: 2015/2016

Tyskland
- EM i fotboll: 2004
- Fifa Confederations Cup: 2005 (brons)
- VM i fotboll: 2006 (brons)
- EM i fotboll: 2008 (silver)
- VM i fotboll: 2010 (brons)
- EM i fotboll: 2012 (semifinal)
- VM i fotboll: 2014 (guld)
- EM i fotboll: 2016 (semifinal)